# Die Landkur
Die Landkur ist ein kurzes, deutsches Stummfilmlustspiel aus dem Jahre 1913 von und mit Gerhard Dammann mit Sabine Impekoven in der weiblichen Hauptrolle.

## Handlung

### Erster Akt
Bumkes Freundin Cilly meldet sich aus der Sommerfrische. Sie befindet sich gerade auf dem Lande, und alles sei hier so wunderschön. Warum komme er nicht einfach mal vorbei? Bumke, der die reizende Cilly bedauerlicherweise erst kennen lernte, nachdem er bereits verheiratet war, würde ja gern, aber erstens ist er verheiratet und zweitens: wie soll er das erklären, dass er ebenfalls in die Sommerfrische reisen will? Und so muss ein Arzt her, der ihm kurzerhand, quasi auf Rezept, eine Kur auf dem Lande verschreibt. Nur leider, leider … Bumke fehlt nichts! Auch der Hausarzt will nicht recht mitziehen. Bumke sagt, er leide unter Nervenüberreizung und bekommt was verschrieben:? Kalte Wickel! Bumke bekommt einen Wutanfall, und der Arzt erklärt ihn für geisteskrank. Erst nach langem Hin und Her kapiert der begriffsstutzige Hausarzt, worauf Bumke hinauswill und verschreibt ihm endlich die lang ersehnte Kur auf dem Lande! Endlich hat er es geschafft, und freudestrahlend telegrafiert er seiner Freundin Cilly Hase im schlesischen Jägerndorf seine Anreise.

### Zweiter Akt
Kaum angekommen, sticht Bumke, Cilly hin oder her, eine wunderhübsche Kuhmagd ins Auge, der er fortan wie ein blinder Liebestrottel überall hin folgt. Dass jene Frau von ihm längst nicht so angetan ist wie er von ihr, stört Bumke dabei überhaupt nicht. In der Dämmerung macht er sich schließlich endgültig zum Liebeskasper, als er auf ihren Hals einen Kuss aufzudrücken glaubt. Ein helles Lachen der Kuhmagd verrät, dass er soeben den Nacken einer Kuh gebusselt hat. Als er der holden Bauernmaid schließlich sogar ist auf den Heuboden nachsteigt, wirft die Kuhmagd ihn kurzerhand wieder herunter – ausgerechnet zu dem Zeitpunkt, als der Fotograf des Gesangsvereins „Immer feste“ zur Gruppenaufnahme lädt und somit den herabstürzenden Bumke gleich mit ablichtet. Ziemlich derangiert und gründlich desillusioniert kehrt der reuige Ehesünder heim zu Weib und Schwiegermutter. Als ein Brief vom Gesangsverein mitsamt dem verdutzten Bumke auf dem Foto daheim eintrudelt, ist Bumke mit seiner bisherigen Abwesenheitsstory geplatzt. Auf eine Landkur wird er fortan gern verzichten!

## Produktionsnotizen
Die Landkur, ein typisches, kurzes Dammann-Lustspiel aus seiner Vorkriegs-Bumke-Reihe, entstand im Sommer 1913, passierte im August desselben Jahres die Filmzensur und wurde am 12. September 1913 uraufgeführt. Der viragierte Zweiakter besaß eine Länge von rund 610 Metern.

## Wissenswertes
Gerhard Dammann und Sabine Impekoven haben zu dieser Zeit mehrfach gemeinsam in den populären, kurzen, sogenannten Bumke-Lustspielen zusammengespielt, darunter Die Gefahren des Vollbarts, Signes List, Bumke als Briefträger, Die perfekte Köchin und Der Zopf (alle 1913).